# Úy Liêu
Úy Liêu (chữ Hán: 尉缭; ? - ?) tên Liêu, người Đại Lương nước Ngụy thời Chiến Quốc, nhà lý luận quân sự trứ danh của Trung Quốc cổ đại. Năm 237 TCN sang nước Tần du thuyết, được Tần vương tin dùng phong làm Quốc úy, vì vậy mà gọi là Úy Liêu, ông được xem là người có công rất lớn trong việc phò tá Tần Thủy Hoàng diệt sáu nước thống nhất thiên hạ.
Trước tác của ông gồm có bộ Úy Liêu Tử, được liệt vào hàng binh thư nổi tiếng thời cổ đại, cùng với Lục Thao, Tam lược, Ngô Tử, Tôn Tử, Tư Mã pháp và Đường Thái Tông Lý Vệ công vấn đối hợp thành bộ sách hoàn chỉnh vào đầu thời Tống gọi là Vũ kinh thất thư.
Tương truyền Úy Liêu rất giỏi thuật xem tướng, tới khi diện kiến Tần vương, ông đã có lời nhận xét như sau: "Tướng mạo của Tần vương mũi to, ngực ưỡn về phía trước, tiếng nói hay gầm thét thì là người hà khắc, ít khi ban ơn cho ai. Khi có việc cần thì chịu nhún nhường, lúc xong việc thì sẽ khinh bỏ. Bây giờ còn trong lúc mưu đồ nên còn chịu khuất với ta, mai sau đắc chí thì thiên hạ đều bị giết hết, chẳng phải chỉ có mình ta." Về sau nước Tần thống nhất thiên hạ rồi, Úy Liêu cảm thấy Tần Thủy Hoàng tự kiêu thì cho rằng nguyên khí của Tần cũng có dấu hiệu suy dần, nếu để lâu tất có ngày mang họa nên vội dẫn gia quyến trốn tới một nơi nào đó mai danh ẩn tích, khiến quần thần lầm tưởng là do Tần vương không chịu phong đất nên Úy Liêu mới giận mà bỏ đi. 